# سیارک ۲۲۵۳۶
سیارک ۲۲۵۳۶ (به انگلیسی: 22536 Katelowry، نامگذاری:1998FY61) بیست و دو هزار و پانصد و سی و ششمین سیارک کشف شده‌است که در ۲۰ مارس ۱۹۹۸ کشف شد.
قدر مطلق سیارک برابر ۱۴.۱ است.